# Шпак цейлонський
Шпак цейлонський (Sturnornis albofrontatus) — вид горобцеподібних птахів родини шпакових (Sturnidae). Ендемік Шрі-Ланки. Це єдиний представник монотипового роду Цейлонський шпак (Sturnornis).

## Опис

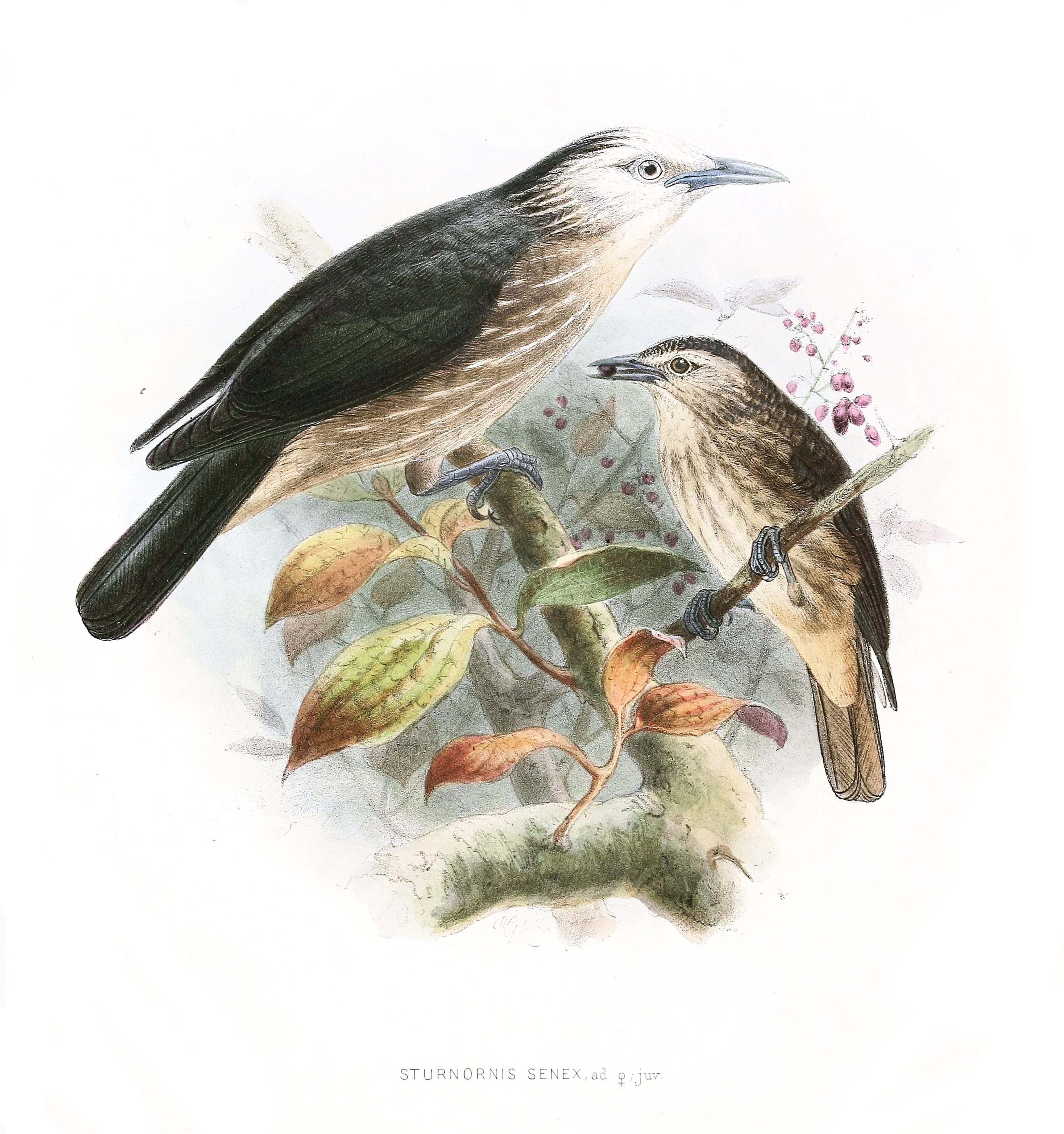
Цейлонські шпаки

Довжина птаха становить 22 см. верхня частина тіла темно-сіра з легким зеленим відблиском, нижня частина тіла світло-фіолетово-сіра, поцяткована тонкими білими смужками. Обличчя білувате. у деяких птахів свя голова біла. Дзьоб блакитнувато-коричневий, знизу біля основи синій. У молодих птахів над очима білі "брови", скроні і горло білі, верхня частина тіла тьмяно-коричнева, нижня частина тіла темно-сіра. Голос — тихий щебет.

## Поширення і екологія
Цейлонські шпаки живуть у вологих рівнинних і гірських тропічних лісах на південному заході острова. Зустрічаються на висоті від 460 до 1220 м над рівнем моря. Живляться плодами, комахами і нектаром.

## Збереження
МСОП класифікує цей вид як вразливий. За оцінками дослідників, популяція цейлонських шпаків становить від 3500 до 15000 птахів. Їм загрожує знищення природного середовища.